# Armenische Fußballnationalmannschaft (U-21-Männer)
Die armenische U-21-Fußballnationalmannschaft ist eine Auswahlmannschaft armenischer Fußballspieler. Sie unterliegt der Football Federation of Armenia und repräsentiert diese auf der U-21-Ebene, in Freundschaftsspielen gegen die Auswahlmannschaften anderer nationaler Verbände, aber auch bei der Europameisterschaft des Kontinentalverbandes UEFA. Spielberechtigt sind Spieler, die ihr 21. Lebensjahr noch nicht vollendet haben und die armenische Staatsangehörigkeit besitzen. Bei Turnieren ist das Alter beim ersten Qualifikationsspiel maßgeblich.

## Geschichte
Als Teil der ehemaligen Sowjetunion, stellte Armenien bis zur Auflösung der Sowjetunion 1991 keine eigene U-21-Auswahl. Erst 1994 berief man die erste Nachwuchsnationalmannschaft. Im ersten Spiel gegen Belgien setzte es gleich eine 0:7-Niederlage. Seit der Euro 1996 versucht man sich für diese zu qualifizieren, scheiterte aber bisher. Bis 2000 immer als Tabellenletzter, schaffte man es in der Qualifikation zur EM 2002 auf den vorletzten Platz. 2006 scheiterte man knapp an einer Sensation.
Da die nächste Europameisterschaft nach der EM 2006 nicht erst wie üblich zwei Jahre später, sondern bereits 2007 stattfand, wurde die entsprechende Qualifikation in einem Schnellverfahren ausgespielt. Angefangen mit einer Vorrunde, über eine kurze Gruppenphase mit drei Mannschaften und den Play-off-Spielen. In der Vorrunde besiegte man im Hinspiel San Marino mit 2:1. Am 9. Juni 2006, also zwei Wochen später, siegte das Team vor heimischer Kulisse gar mit 4:0. Dies war der bisher höchste Erfolg in der Geschichte der U-21 Armeniens. Damit zog Armenien in die Gruppenphase ein. Dort mussten sich die Ararat mit Bosnien/Herzegowina und Norwegen messen. Im ersten Spiel, am 16. August 2005 zog die Mannschaft gegen Bosnien/Herzegowina mit 2:3 den kürzeren, konnte aber kurz darauf Norwegen mit 1:0 bezwingen. Allerdings reichte diese nur zu Platz zwei und somit wurden die Play-offs verpasst. In der Qualifikation zur EM 2009 überraschte das Team mit guten Ergebnissen. Es reichte zwar nur zu Platz vier von fünf, aber neben zwei Siegen gegen Lichtenstein, erkämpften sich die Armenen am 8. September 2007 ein 1:1-Unentschieden gegen Tschechien sowie einen 2:1-Sieg am 20. August 2008 gegen den späteren Tabellenersten, die Türkei. Es war die einzige Niederlage für die türkische Mannschaft in der Gruppenphase.

### Teilnahme bei U-21-Europameisterschaften
| 1978–1990                    | als Teil der Sowjetunion nicht teilgenommen. |
| 1992–1994                    | nicht teilgenommen.                          |
| 1996 in Spanien              | nicht qualifiziert                           |
| 1998 in Rumänien             | nicht qualifiziert                           |
| 2000 in der Slowakei         | nicht qualifiziert                           |
| 2002 in der Schweiz          | nicht qualifiziert                           |
| 2004 in Deutschland          | nicht qualifiziert                           |
| 2006 in Portugal             | nicht qualifiziert                           |
| 2007 in den Niederlanden     | nicht qualifiziert                           |
| 2009 in Schweden             | nicht qualifiziert                           |
| 2011 in Dänemark             | nicht qualifiziert                           |
| 2013 in Israel               | nicht qualifiziert                           |
| 2015 in Tschechien           | nicht qualifiziert                           |
| 2017 in Polen                | nicht qualifiziert                           |
| 2019 in Italien              | nicht qualifiziert                           |
| 2021 in Ungarn und Slowenien | nicht qualifiziert                           |
| 2023 in Rumänien & Georgien  | nicht qualifiziert                           |

Bemerkung: Zwischen 1978 und 1992 wurde die Endrunde einer U-21-Europameisterschaft nicht in einem Land ausgetragen, sondern durch Hin- und Rückspiele in den jeweiligen teilnehmenden Nationen absolviert.

## Bekannte ehemalige Spieler
(Auswahl)
- Artasches Arakeljan
- Robert Arsumanjan
- Anthony Babikian
- Garin Garinyan (In Deutschland für SCB Viktoria Köln aktiv)
- Geworg Ghasarjan
- Edgar Manutscharjan
- Henrich Mchitarjan
- Samwel Melkonjan

## U-21-Trainer
(unvollständig)
- 1994–1995:  Howhannes Sanasjan
- 1996–1997:  Samwel Petrosjan
- 1998–1999:  Waruschan Sukiasjan
- 2000–2002:  Armen Gjulbudaghjanz
- 2002–2003:  Andranik Adamjan
- 2003–2004:  Mihai Stoica
- 2004–2005:  Wardan Minasjan
- 2005–2007:  Samwel Petrosjan
- 2007–2008:  Waruschan Sukiasjan
- 2009–2010:  Flemming Serritslev
- 2011–2013:  Rafajel Nasarjan
- 2013–2014:  Abraham Chaschmaschjan
- 2014–2015:  Sargis Howsepjan
- 201500000:  Artak Օssejan
- 2016–0000:  Karen Barseghjan